# Bersani
Bersani je priimek več oseb:    
- Angelo Bersani-Dossena, italijanski rimskokatoliški škof
- Pier Luigi Bersani, italijanski politik